# Washington Island
Washington Island est une ville américaine située dans le comté de Door au Wisconsin.